# إنجلترا الأنجلوسكسونية

إنجلترا الأنجلوسكسونية (بالإنجليزية: Anglo-Saxon England)‏ هي فترة من تاريخ إنجلترا خلال العصور الوسطى، تمتد منذ القرن الخامس إلى القرن الحادي عشر، منذ نهاية الحكم الروماني في بريطانيا وحتى الغزو النورماندي عام 1066. تألفت الجزيرة حينها من عدة ممالك أنجلوسكسونية مختلفة حتى عام 927، حينها توحدت جميعًا لتشكل مملكة إنجلترا على يد الملك أثيلستان (نحو العام 927–939). أصبحت إنجلترا جزءًا من مملكة البحر الشمالي التي أوجدها كنوت العظيم، وجاءت جراء اتحاد شخصي بين إنجلترا والدنمارك والنرويج في القرن الحادي عشر.
انتمى الأنجلوسكسونيون إلى الجماعات البشرية الناطقة بالجرمانية، والتي هاجرت نحو الجزء الجنوبي من جزيرة بريطانيا العظمى قرب شمال غرب أوروبا. لذا بدأ تاريخ الأنجلوسكسونيين خلال فترة بريطانيا شبه الرومانية عقب نهاية الحكم الروماني على بريطانيا، ثم تلتها فترة إنشاء الممالك الأنجلوسكسونية في القرن الخامس والسادس (تُعرف تقليديًا بالممالك السبع الرئيسة: نورثمبريا ومرسيا وأنجليا الشرقية وإسكس وكينت وسوسكس وسكس)، ثم حملة التنصير خلال القرن السابع، وخطر غزوات الفايكنج والمستوطنين الدنماركيين، ثم توحيد إنجلترا تدريجيًا تحت سلطة وسيكس خلال القرنين التاسع والعاشر، وانتهى أخيرًا بالفتح النورماندي لإنجلترا على يد ويليام الفاتح عام 1066.
استمرت الهوية الأنجلوسكسونية حتى بعد الغزو النورماندي، وأصبحت طبقة الأنجلوسكسونيين تُعرف بالإنجليز أثناء حكم النورمانديين، أما الشعب الإنجليزي الحديث، فنجم عن تداخل ثقافي واجتماعي بين الكلتيين والدنماركيين والأنجلونورمانديين.

## الاصطلاح
أكمل القديس بيدا كتابه الشهير التاريخ الكنسي للشعب الإنجليزي نحو العام 731. لذا، استُخدم المصطلح لوصف الشعب الإنجليزي للتفريق بين الجماعات الجرمانية في بريطانيا والأخرى الموجودة في باقي أراضي القارة (ساكسونيا القديمة في شمال ألمانيا). أصبح المصطلح «أنجلوسكسوني» قيد الاستخدام في القرن الثامن ميلادي (على الأرجح من طرف بولس الشماس) للتفريق بين الإنجليز السكسونيين وبين السكسونيين في القارة الأوروبية (السكسونيون القدامى).
يشير المؤرخ جيمس كامبل إلى أن إنجلترا لم تصبح دولة ذات قومية واحدة حتى الفترة الأنجلوسكسونية المتأخرة. من الواضح أن مبدأ «الإنجليزوية» تطور ببطء شديد.

## السياق التاريخي

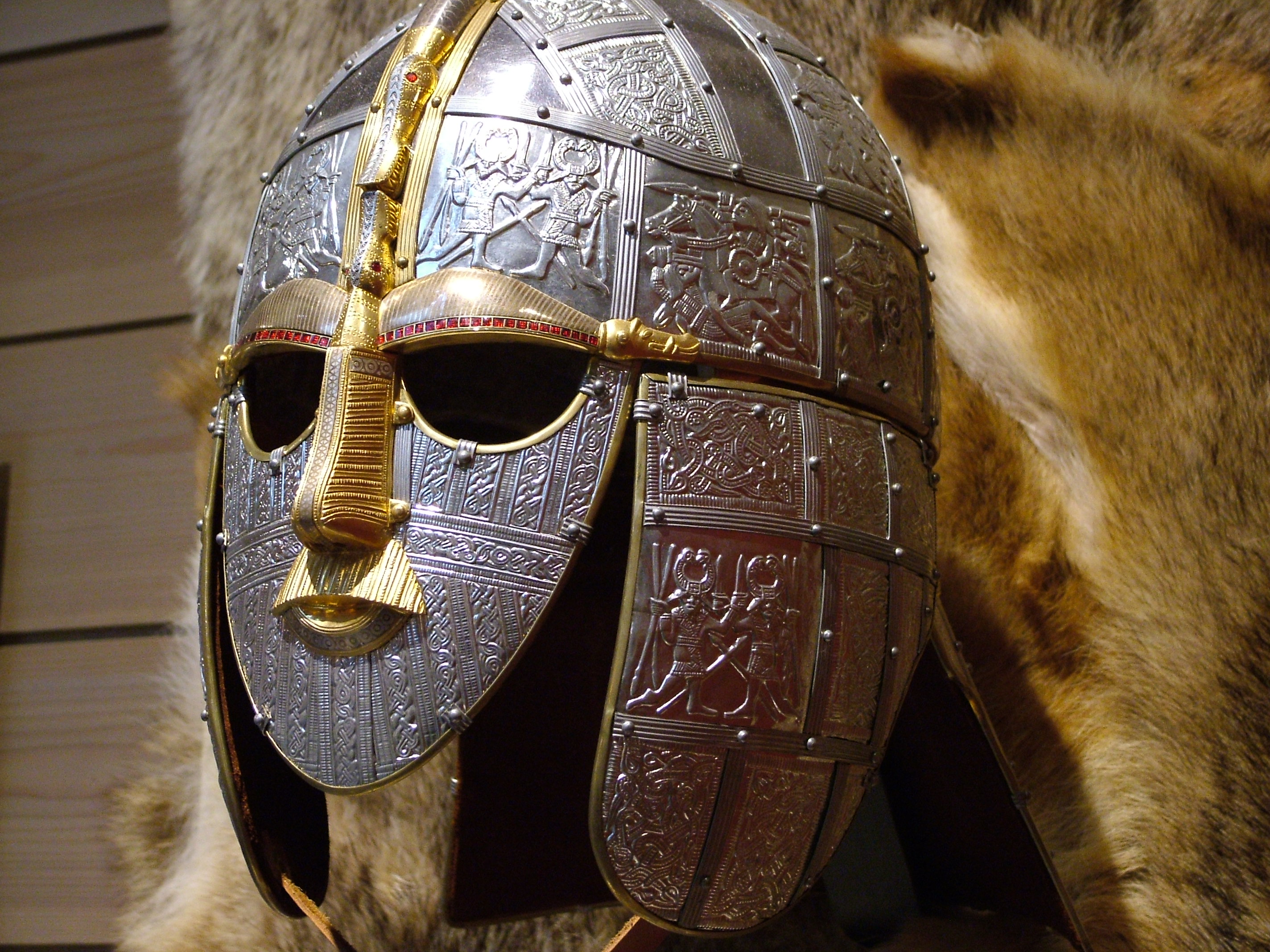
العصور الوسطي

بحلول انتهاء الاحتلال الروماني لبريطانيا، سحب قسطنطين الثالث بقايا جنوده ردًا على الغزو الجرماني للغال عقب عبورهم نهر الرين في شهر ديسمبر عام 406. واجه القادة الرومان البريطانيون مشكلة أمنية متزايدة تجلت بالغارات البحرية، تحديدًا من طرف البكتيين على الساحل الشرقي لإنجلترا. سعى القادة الرومان البريطانيون إلى مواجهة ذلك عن طريق طلب المساعدة من المرتزقة الأنجلوسكسونيين (المعروفين باسم فيوديراتي)، وتنازلوا لهم عن أراضٍ لقاء تلك المساعدة. في العام 442 تقريبًا، تمرد الأنجلوسكسونيون، والسبب هو عدم حصولهم على الأجور. رد القادة الرومان البريطانيون بطلب المساعدة من قائد الإمبراطورية الغربية الرومانية آيتيوس (على شكل وثيقة تُعرف باسم آهات البريطانيين)، على الرغم من أن الإمبراطور الروماني الغربي هونوريوس أرسل إلى المواطنين البريطانيين في نحو العام 410 رسالة أخبرهم فيها بالدفاع عن أنفسهم لوحدهم. اندلعت عقب ذلك سنوات عديدة من الحروب بين البريطانيين والأنجلوسكسونيين. استمرت الحروب حتى نحو العام 500، عندها انتصر البريطانيون في معركة ماون بادن وألحقوا هزيمة شنيعة بالأنجلوسكسونيين.

## الهجرة وتشكيل الممالك (400–600)
هناك سجلات تشير إلى تغلغل الشعوب الجرمانية داخل بريطانيا قبل انهيار الإمبراطورية الرومانية. يُعتقد أن أول الزوار الجرمان هم 8 كتائب من قبيلة باتافي الجرمانية الملتحقة بالفيلق الرابع عشر ضمن القوات الغازية الرئيسة التي قادها أولوس بلاتيوس في العام 43 ميلادي. هناك فرضية حديثة تشير إلى أن بعض القبائل الأصلية، مثل البريطانيين، ربما كانت قبائلًا ناطقة باللغة الجرمانية، لكن معظم العلماء يختلفون مع هذه الفرضية بسبب عدم توفر سجلات كافية عن اللغات المحلية في التُحف التي تعود إلى الفترة الرومانية.
شاع في روما ملء الفيالق بالمتطوعين المرتزقة (فيوديراتي) من الأراضي الأصلية للقبائل الجرمانية. زادت هذه الممارسة لتشمل الجيش الذي يخدم في بريطانيا، وبالإمكان التعرف على قبور هؤلاء المرتزقة، مع عائلاتهم حتى، ضمن المقابر الرومانية التي تعود لتلك الحقبة. استمرت الهجرة تزامنًا مع مغادرة الجيش الروماني للجزيرة البريطانية، عندها جُند الأنجلوسكسونيون للدفاع عن بريطانيا، وخلال فترة الثورة الأنجلوسكسونية الأولى عام 442.
إذا كانت الوثائق الأنجلوسكسونية صحيحة، نشأت تلك الممالك الأنجلوسكسونية –التي اندمجت مع بعضها لاحقًا لتشكل إنجلترا– عندما وصلت الأساطيل الصغيرة الغازية المكونة من 3 أو 5 سفن إلى أجزاء مختلفة من ساحل إنجلترا لتحارب البريطانيين في الفترة التالية للحكم الروماني، واستطاع الغزاة أيضًا احتلال أراضيهم. خلال القرون القليلة التالية، أصبحت لغة المهاجرين الغزاة، أو الإنجليزية القديمة، اللغة المهيمنة على ما يُعرف اليوم بإنجلترا، على حساب اللغتين الكلتية البريطانية واللاتينية البريطانية.
بالإمكان اعتبار وصول الأنجلوسكسونيين إلى بريطانيا ضمن سياق حركة هجرة عامة للشعوب الجرمانية في أوروبا بين العامين 300 و700، والمعروفة بفترة الهجرة (تُدعى أيضًا بالغزوات البربرية أو عصر الهجرة). في تلك الفترة، برزت هجرات للبريطانيين نحو شبه الجزيرة الأرموريكية (بريتاني ونورماندي في فرنسا الحالية): بدأت الهجرات في البداية عام 383 خلال الحكم الروماني، لكنها استمرت أيضًا في العام 460 تقريبًا وفي أربعينيات وخمسينيات القرن السادس، على الرغم من أن الهجرات في ستينيات القرن الخامس جاءت رد فعلٍ على الحرب التي اندلعت خلال التمرد الأنجلوسكسوني بين العامين 450 و500 تقريبًا، بالإضافة إلى الهجرة نحو بريتونيا (غاليسيا حاليًا، في شمال غرب إسبانيا) في نفس الفترة الزمنية تقريبًا. فسّر المؤرخ بيتر هنتر–بلير ما يُعتبر اليوم الافتراض والرأي التقليدي لوصول الأنجلوسكسونيين إلى بريطانيا. اقترح هنتر–بلير وجود هجرة جماعية كبرى، حارب فيها المهاجرون البريطانيين عقب انتهاء الحكم الروماني على الجزيرة، ودفعوهم خارج أراضيهم إلى الأطراف الغربية من الجزر، ونحو شبه الجزيرتين البريتانية والآيبيرية. تأثرت تلك النظرة على الأرجح بمصادر تاريخية مثل بيدا، والذي تكلم عن ذبح البريطانيين أو إجبارهم على «العبودية الأبدية». وفقًا لهاركِه، فالنظرية الأكثر حداثة قائمة على التعايش بين البريطانيين والأنجلوسكسونيين. يقول هاركِه أن العديد من علماء الآثار الحديثين أعادوا تقييم نموذج الغزو، وطوروا نموذجًا للتعايش يرتكز بشكل كبير على قوانين إينه. تشمل تلك القوانين أحكامًا عديدة توفر 6 مستويات مختلفة من الدية للبريطانيين، 4 منها أدنى من تلك التي تتاح للرجل الحر. كان التحول إلى رجل حر ثري أمرًا متاحًا للبريطانيين في المجتمع الأنجلوسكسوني، لكن عمومًا، بدا أن أولئك انتموا لطبقة اجتماعية أدنى من طبقة الأنجلوسكسونيين.
ما زالت النقاشات والتحليلات مستمرة حتى اليوم حول حجم الهجرة، سواء أكانت تلك الهجرة مجرد مجموعة أو فرقة صغيرة من نخبة الأنجلوسكسونيين الذين سيطروا في نهاية المطاف على البلد، أم هجرة جماعية للشعوب التي فاق تعدادها تعداد البريطانيين.
وفقًا لغيلداس، قاد أحد الرجال الذي يُدعى أمبروسيوس أوريليانوس مقاومة بريطانية عنيفة ضد الغزو، في فترة لم يستطع فيها أي من الشعبين الحفاظ على تفوقه. سجل غيلداس انتصارًا «أخيرًا» للبريطانيين في معركة ماون بادن في نحو العام 500، وتلك علامة تشير على الأرجح إلى توقف الهجرة الأنجلوسكسونية لفترة مؤقتة. قال غيلداس أن تلك المعركة دامت لـ «44 سنة وشهر» عقب وصول الساكسونيين، ووقعت أيضًا في سنة مولده. قال غيلداس أيضًا أن تلك المعركة تلتها فترة من الازدهار الكبير. لكن بصرف النظر عن هذا الهدوء، تمكن الأنجلوسكسونيون من السيطرة على سسكس وكينت وأنجليا الشرقية وأجزاء من يوركشاير، بينما أسس الساكسونيون الغربيون مملكة في هامبشاير تحت قيادة زعيمهم سيدريك نحو العام 520.